# 柳亭左楽
柳亭 左楽（りゅうてい さらく）は江戸後期から続く落語家の名跡。当代は六代目。
- 初代柳亭左楽 - 不詳

## 2代目
俗称新治郎。（ - 明治5年（1872年）から明治6年（1873年）ころ）

### 経歴
噺家以前の経歴に関しては
- 江戸日本橋旅籠町平右衛門の倅、堀留の呉服店に奉公したのちに噺家になった説
- 浅草寺中の茶屋前に捨てられていたの幼子を龍蔵の名で噺家になったという説

がある。
1832年から1833年ころに3代目司馬龍生の門に入り龍我といった。龍生没後に兄弟子が龍生を継いだ。自身は初代初代林屋正蔵の娘のみいの養子となって1850年から1851年ころに3代目林屋正蔵を継いだ。林屋一門とまったく関係ない人物が正蔵を継いだため林屋一門から妬まれたという。
正蔵のお家芸怪談噺もよく演じ人気を得る。その後妻と離縁し、師・龍生の妻の女髪結いのきくと再婚した。
1857年1月には初代春風亭柳枝の尽力で両国垢離場の初席で2代目左楽を襲名した。襲名してからは滑稽噺をよく演じた。生没年ははっきりしないが明治5年から明治6年ごろに40歳代で亡くなったという。
俗に「歯抜けの左楽」「歯っ欠けの左楽」。
妻は富士松加賀尾。実の娘は4代目林家正蔵門下の小せん。
門下
2代目都屋歌六
柳亭左蝶
春風亭やなぎ
初代柳亭左龍
3代目三升家勝次郎
3代目柳亭左楽
初代帰天斎正一ら

## 3代目
本名高山 長三郎（安政3年（1856年）（逆算） - 明治22年（1889年）12月4日）。2代目の弟子。天才と呼ばれ、芝居噺を売りにしたが夭折。
最初は2代目の門で柳亭左市、1873年から1874年ころの十代の若さで3代目襲名し真打格。父は2代目鼠遊亭鉄扇（一説には春風亭柳賀）。中村秀五郎、中村鶴若、2代目富士松ぎん蝶は弟。
俗に「左市左楽」。
門下に瀧川鯉橋（「赤鼻の鯉橋」）らがいた。

## 4代目
本名福田 太郎吉（安政3年1月2日（1856年2月7日） - 明治44年（1911年）11月4日）。ネタ数は少なかったが滑稽噺をよくした。

### 経歴
江戸浅草山の宿の質屋「福田屋」の倅。
- 14、15歳から天狗連に出て
- 19歳の1874年に初代談洲楼燕枝の門で燕多。
- 1877年から1878年に3代目春風亭柳枝の門で路喬に改名。
- 1883年に初代柳家枝太郎に改名。
- 1884年に真打昇進。
- 1893年12月に4代目襲名。1904年から1907年まで柳派の頭取を務める。
- 1909年頃から脳の病気で休演が続くようになる。
- 1911年1月初席で5代目に名前を譲り、引退し間もなく没した。

1909年に「左楽滑稽落語集」が出版された。
門下
- 5代目七昇亭花山文
- 4代目都家歌六
- 船遊亭志ん橋
- 5代目柳亭左楽
- 3代目三遊亭金朝
- 柳家燕花
- 川上秋月
- 柳亭左若
- 4代目柳家枝太郎
- 5代目雷門助六
- 柳家紫朝

SPレコードが数枚現存する。

## 5代目
五代目 柳亭 左楽（りゅうてい さらく、1872年4月12日〈明治5年3月5日〉 - 1953年〈昭和28年〉3月25日）は、落語家。本名∶中山 千太郎。
明治・大正・昭和にかけて影響力を発揮した落語界の実力者である。

### 経歴
東京日本橋の生まれ、元は箱屋職人。天狗連出身。1888年11月、春風亭柳勢に入門して勢太郎。1895年7月、初代柳亭春楽に改名。1896年2月に講談の伊藤痴遊のもとで春風舎痴楽になる。
1897年6月ころに四代目柳亭左楽の元で二代目柳家枝太郎を襲名。1899年10月に初代柳亭芝楽を襲名した。この頃、日露戦争へ輜重兵として従軍し、体験を高座で語って人気を博した。1906年2月には騎江亭芝楽に改名。1911年1月初席で五代目柳亭左楽を襲名。
1925年3月2日、社団法人東京放送局（NHKの前身）の試験放送2日目において、『女のりんき』の演題（「悋気の火の玉』と考えられている）で一席演じ、日本の放送史上初めて演芸を電波に乗せた人物となった。ところが内容を巡って逓信省から「公序良俗に反する表現がある」とクレームがついた（当時は放送内容について政府による厳しい取り締まり制度が定められていた。放送禁止事項参照）。
1927年に「睦会」会長に就任する。芸よりも政治力と人望の篤さをもって、落語界に重きをなした。
晩年に引退を表明し、引退披露直前に没した。葬列が池之端の自宅から鈴本演芸場・上野駅をめぐるという盛大なものとなった。戒名は「柳条讃誉五代目左楽居士」。墓所は東上野明順寺。
2002年4月21日～30日まで、新宿末廣亭昼席で「五代目柳亭左楽五十回忌追善興行」がおこなわれた。トリは柳亭左楽（6代目）。

### 弟子
- 四代目都家歌六
- 柳亭右楽
- 柳亭芝鶴
- 七代目春風亭柳枝
- 八代目三笑亭可楽
- 八代目桂文楽
- 柳家さくら
- 浮世亭信楽
- 柳亭芝楽
- 柳亭芝楽
- 九代目朝寝坊むらく
- 柳亭左鶴
- 三代目柳亭痴楽
- 柳亭左升
- 二代目柳亭春楽
- 橘家圓晃
- 八代目雷門助六
- 柳亭雛太郎
- 四代目柳亭痴楽

色物
- やなぎ女楽（曲独楽）

## 6代目
六代目柳亭 左楽（1936年12月14日 - ）は、落語家。本名∶原田 昌明。先代の孫弟子→曾孫弟子→玄孫弟子。広島県竹原市出身。落語協会所属。出囃子は「毛谷村の物着」、紋∶「かたばみ」。

### 経歴
広島県立竹原高等学校卒業 。
1957年5月、八代目桂文楽に入門、内弟子となる。前座名「桂文平」。
1961年、初代柳家さん八と共に二ツ目昇進。1971年12月に師匠文楽が死去。師の筆頭弟子六代目三升家小勝も病身で間もなく死去したため、次位であった七代目橘家圓蔵門下となる。
1973年10月、林家木久蔵、三遊亭好生、四代目三遊亭歌笑、三遊亭生之助、橘家三蔵、柳家小きん、三遊亭歌雀、柳家さん弥、金原亭桂太と共に真打昇進。1975年3月に第4回放送演芸大賞落語部門ホープ賞を受賞。1980年5月、2番目の師匠七代目橘家圓蔵が死去し、その弟子であった三代目月の家圓鏡門下となる。三代目圓鏡は当初の立ち位置で言えば甥弟子に当たり、実際にはキャリアも年齢も圓蔵が上とは言え、キャリアは5年、年齢は2歳しか違わなかった。
2001年3月、六代目柳亭左楽襲名。2019年4月に出身地の広島県竹原市に帰郷、拠点として活動する。
2022年8月に三遊亭金翁が死去したことにより、落語協会所属の落語家では最年長である。

### 芸歴
- 1957年5月 - 八代目桂文楽に入門、前座名「文平」。
- 1961年5月 - 二ツ目昇進。
- 1971年 - 師匠文楽死去、兄弟子七代目橘家圓蔵門下へ移籍。
- 1973年9月 - 真打昇進
- 1980年 - 師匠七代目圓蔵死去、三代目月の家圓鏡門下へ移籍
- 2001年3月 - 「六代目柳亭左楽」を襲名

### 人物
息子は東京會舘に26年勤務した後、豊島区南大塚 に西洋料理と欧風カレーの店「シェ・ハラダ」を開いていた が、2018年10月に閉店した。
鶏肉が大の苦手で、受け付けないという。

### 出囃子
1. キユーピー（1961年 - 2001年）
2. 毛谷村の物着（2001年 - ）